# 市川文吉
市川 文吉（いちかわ ぶんきち、1847年8月3日（弘化4年6月23日） - 1927年（昭和2年）7月30日）は、明治時代のロシア語通訳、外交官、教育家。幼名は秀太郎。

## 経歴
1847年、広島藩士・市川兼恭の長男として江戸神田新白銀町で生まれる。
1860年（安政7年）、蕃書調所の仏学稽古人となり、1864年（元治元年）、開成所の仏学科教授手伝並に任ぜられた。

### ロシア留学
かねてより駐日ロシア領事ヨシフ・ゴシケーヴィチは幕府にロシアへ留学生を送ることを提案していた。1865年（慶応元年）、幕府は提案を採り上げ、遣露留学生を送ることを決定。当時開成所教授で、ロシアとロシア語に関心を持っていた父の推薦で留学生に選ばれた。他の留学生は、山内作左衛門・緒方城次郎（緒方洪庵の3男。）・大築彦五郎・田中二郎・小沢清次郎であり、この中で家格が一番高い文吉が留学生の組頭となった。閏5月29日に江戸から陸路箱館に向かい、7月28日、箱館からロシア軍艦ボカテール号に乗船し出発した。長崎・香港・ケープタウン・セントヘレナ島・プリマスを経て、フランスのシェルブールに入港。そこから鉄道でサンクトペテルブルクへ行き、翌年2月16日に到着した。到着2日後にロシア外務省へ出頭した際、ロシアへ密出国していた橘耕斎と面会した。また、同年夏には、イギリス留学中の薩摩藩士・森有礼と松村淳蔵がサンクトペテルブルクを訪問、文吉ら留学生と交流している。
1867年（慶応3年）に山内作左衛門が病気で帰国、その他の留学生も幕府崩壊に伴い帰国する中、文吉は一人ロシアに残った。文吉はエフィム・プチャーチン邸に住み、イワン・ゴンチャロフらからロシア語、歴史、数学などを学ぶ。滞在中に、ロシア人女性ワシリー・シュヴィロフと結婚、1870年（明治3年）に息子・アレクサンドルが生まれている。
1873年（明治6年）、岩倉具視率いる使節団がロシアを訪問し、皇帝・アレクサンドル2世に謁見した際の通訳を務めた。

### 帰国後
1873年（明治6年）9月に帰国。10月17日、文部省七等出仕となり、東京外国語学校魯語科教授に就任。同年、小林勘四郎の娘・元子と結婚。1874年（明治7年）2月10日、外務省二等書記官となり、日露国境交渉のため駐露特命全権公使となった榎本武揚に随行してサンクトペテルブルクの日本公使館に赴任した。この間最も大きな業績は、樺太・千島交換条約の折衝を助けたことである。
1878年（明治11年）、榎本武揚とともにシベリアを横断して帰国。1879年（明治12年）、外務省御用掛兼文部省御用掛となり、東京外国語学校魯語科教員を兼務した。このときの生徒に二葉亭四迷（長谷川辰之助）がおり、古川常一郎とともに「露語の三川」と称された。
1886年（明治19年）、黒田清隆の欧米視察に通訳として随行し、翌20年帰国。その後は官職に就かず隠棲する。
神田三崎町に持っていた土地1千坪を貸した地代で生活し、鎌倉や小田原で過ごし、晩年は伊東に住んだ。1927年に死去。墓は雑司ヶ谷墓地にある。

## 人物
文吉の妹の回想によれば、文吉は無口で非社交的な変人で、家族ともあまり話をすることがなく、海外へ行く時も当日まで何も言わず、トランク一つで出かけるような人物であった。また、長期のロシア滞在で日本語が良くできず、学術的素養もなく、榎本武揚は評価していないかった。
一方、プチャーチンの娘であるオリガ・プチャーチナが来日した際には、滞在中の家を建ててやるなど世話をしたほか、帰国後不遇であった橘耕斎を援助したり、ロシア革命後の亡命ロシア人に金品を恵んでいた。

## 家族
- 父・市川兼恭 - 広島藩士
- 弟・市川盛三郎/平岡盛三郎（1852-1882） - 開成所で学び、1867年に幕府派遣でイギリスに留学、開成所教授を経て文部省出仕、平岡通義の養子となり、1877年再度英国留学し物理を学び、帰国後東京帝国大学理学部教授となったが、肺卒中がもとで早世した。[21]
- 妹・広/乙女 - 奥山政敬の妻[21]
- 妹・峰 - 吉村寅太郎 (教育者)の妻[21]
- 妹・千 - 木村浩吉 (海軍軍人)の妻[21]
- 長男・アレクサンドル・ワシーリエヴィチ・シェヴィリョーフ（1870年生） - ロシア留学中にロシア女性との間に儲ける。長じて外交官となり、アフガニスタン、ペルシャ方面の総領事を務め、のちには二度来日して文吉と面会した[22]。
- 妻・元子 - 文部省役人・小林勘四郎の娘。1873年に結婚[23]
- 長女・政子 - 二橋謙の弟・二橋季男の妻[21]

## 栄典
外国勲章佩用允許
- 1887年（明治20年）5月7日
  - オスマン帝国美治慈恵第三等勲章[24]
  - ギリシャ王国救世主第一等勲章[24]